# Pelosoma prosternale
Pelosoma prosternale är en skalbaggsart som beskrevs av Sharp 1882. Pelosoma prosternale ingår i släktet Pelosoma och familjen palpbaggar. Inga underarter finns listade i Catalogue of Life.